# フランチェスコ・デ・タシス2世

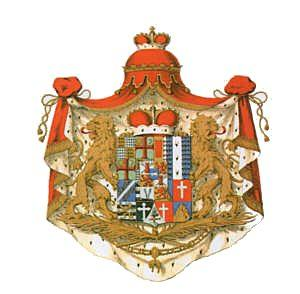
トゥルン・ウント・タクシス家の紋元々アナグマがメインシンボルであった。イタリア語でアナグマをtasso という。

フランチェスコ・デ・タシス2世（イタリア語: Francesco II de Tassis）、フランツ・フォン・タクシス2世（ドイツ語: Franz von Taxis II、1514年 - 1543年12月22日ないし12月30日）は、1536年8月5日に神聖ローマ皇帝カール5世から郵便主任に任じられ、父ジョヴァンニ・バッティスタ・デ・タシス (Giovanni Battista de Tassis) の死後、その職を継承した。

## 帝国郵便
帝国郵便は、情報グローバリゼーションと郵政民営化の元祖である。
祖父のフランチェスコ・デ・タシス1世と父のジョヴァンニは、1516年にカールから郵便事業の独占と世襲を認められている。「近代郵便のマグナカルタ」といわれる当契約では、後述の三叉路におけるインスブルック行きの幹線がローマ経由でナポリまで延伸された。郵便局員に対する裁判権まで認められていた。さらに郵便インフラへの民間参入が明記された。参入はオランダ独立戦争をすぎて活発となり、独立まもないオランダの発展を支えた。オランダはいくつかの選帝侯に接近し、帝国を切り崩していくことになる。
1663年、イングランド郵便と契約し、向こう20年イングランドの書信を、帝国内・北/東欧・イタリアまで輸送する。アントワープでスペインとイタリア行きの書信が仕分けられた。
1730年代、アンナ (ロシア皇帝) の治世に整備された郵便網は神聖ローマの影響を受けた。このころマリー・アウグステ・フォン・トゥルン・ウント・タクシスがヴュルテンベルク公と姻戚関係になる。1789年にはカール・アレクサンダー・フォン・トゥルン・ウント・タクシスがテレーゼ・ツー・メクレンブルクと結婚する。
ナポレオン戦争が帝国を解体したのちも、ドイツ連邦により郵便事業の存続が認められた。1816年6月4日付の契約でプロイセン王国が郵便事業を継承した。同年、バイエルン王国がウィーン会議で分配されたラインプファルツの事業を受け継いだ。プロイセンはオランダと、バイエルンはスウェーデンと、王室同士のつながりをもつ。
1867年にマクシミリアン・カール・フォン・トゥルン・ウント・タクシスは接収と賠償を受けた。
接収された事業は北ドイツ連邦郵便となった。ドイツ帝国時代はカタカナで書くライヒスポストになった。マクシミリアン・アントン・フォン・トゥルン・ウント・タクシスがホーエンツォレルン家とポルトガル王室へ娘を嫁がせた。事業はヴァイマル共和政時代に帝国逓信省となり、戦後はドイツ連邦郵便となった。
1990年12月15日の報道によると、ヨハネス・フォン・トゥルン・ウント・タクシスはタシス家の9代目当主で、数十億マルクにのぼる遺産がアルベルト・プリンツ・フォン・トゥルン・ウント・タクシスに相続された。

## ブリュッセル
フランチェスコ2世はメヘレンに生まれ、ブリュッセルで没した。祖父のフランチェスコ1世のときから、ブリュッセルは帝国郵便網のセンターであった。フェリペ1世がフアナと結婚する前、フェリペ1世の政庁がブリュッセルにあった。フランチェスコ1世は、1501年にフェリペ1世からブリュッセル郵便局長を任命された。
フェリペ1世の父マクシミリアン1世は、マリー・ド・ブルゴーニュとの結婚によりネーデルラントを手にした。郵便事業に干渉するばかりで経済的に報いてくれないマクシミリアンのインスブルック政庁から、フランチェスコ1世は逃げるようにしてネーデルラントのブリュッセルへやってきた。それが局長任命までの経緯である。
1505年1月18日、フェリペ1世はブリュッセルでフランチェスコ1世に旨味のある郵便事業契約を結んだ。リールにある会計検査院から毎年1万2000ルーブルを受け取る代わり、フランチェスコ1世は国王の郵便網建設と郵便事業に責任を持った。傍らで商用郵便と旅行業が許された。そしてその収入はフランチェスコ1世のものとなった。契約によると、原郵便網はブリュッセルを起点とする三叉路であった。すなわち、マクシミリアンのインスブルック、フランス王の宮廷パリ、そしてスペイン宮廷へと延びた。この三叉路を幹線として瞬く間に欧州中へ脈を張った。
17世紀を通しタクシス家はスペイン王室に仕えた。この間、居住地はブリュッセルであった。1702年から居住地をフランクフルトへ移し始めた。1748年、レーゲンスブルクへの移住が決まった。フランクフルトに同家の宮殿が出来たばかりであったが、帝国議会に近いザンクト・エメラム修道院宮殿に住んで皇帝特別主席代理を務める機会を優先した。
ウィーン会議のあった1815年、郵便を管理していた事業の一部はベルギーのものとなった。1670年に姻族から譲り受けたブレン・ル・シャトーは長らくタクシス家の社会的地位を支えたが、ベルギー独立革命などを受けて1835年、ネーデルラントに有する他の所有地と併せて売却された。19世紀の間はずっと、レーゲンスブルクのあるバイエルンの土地を買い漁った。

## 生涯
フランチェスコ2世は、ヴォルムス近郊のボベンハイム（後の Bobenheim-Roxheim の一部）の郵便主任として仕事を始め、ディーデルスハイム (Diedelsheim)、ラインハウゼン (Rheinhausen) の郵便主任を経て、1543年に、親族のセラフィノ・デ・タシス1世 (Serafino I de Tassis) とともに、アウクスブルクの郵便主任となり、シャパハ (Scheppach) 近郊のロスハウプテンの郵便主任も兼務した。セラフィノの死去により、フランチェスコ2世は、単独で神聖ローマ帝国の郵便主任となり、皇帝が特に別途の命を下さない限り、その職務を代々子孫に相続させる権利を獲得した。
1542年2月9日、フランチェスコ2世は、きょうだいであるバルサッシナ (Valsassina) 卿ライモンド (Raimondo) と、甥のシモーネ (Simone) とともに、ミラノに帝国郵便の本部を設けた。
フランチェスコ2世は、1543年12月22日から12月30日の間のいずれかの時点で死去し、ブリュッセルのノートルダム・デュ・サブロン教会 (Église Notre-Dame du Sablon de Bruxelles) に埋葬された。
フランチェスコ2世は跡取りを遺さずに死去したため、弟であるレオナルド・デ・タシス1世 (Leonardo I de Tassis) が、皇帝カール5世から後継者に指名された。